# Безменов Юрій Олександрович
Юрій Олександрович Безменов (рос. Юрий Александрович Безменов), також відомий під іменем Томас Девід Шуман (англійською: Thomas David Schuman) (нар. 1939, м. Митищі, Московська область, СРСР — †1993, Віндзор (Онтаріо), Канада) — колишній офіцер ПГУ КДБ, фахівець радянської пропаганди, дезінформації та підривних дій. Працював під прикриттям посади фахового журналіста в Агентстві друку «Новини», посольстві СРСР в Індії.
1970 року втік на Захід, де певний час жив під іменем Томас Шуман. Після того, як КДБ його вислідив, оприлюднив інформацію про методи радянської пропаганди та диверсійної діяльності в своїх інтерв'ю, лекціях, брошурах.

## Біографія
Народився Юрій Безменов у 1939 році у містечку Митищі, що в передмісті Москви. Батько був офіцером Генерального штабу Радянської армії. Юрій навчався в Інституті східних мов Московського державного університету на спеціалізації індійської культури та індійських мов. Впродовж навчання став також молодшим офіцером військової розвідки. Після завершення навчання був остаточно завербований КДБ.
Перше призначення було до Індії перекладачем у радянській групі з економічної допомоги, що займалася будівництвом нафтопереробного комплексу у штатах Біхар і Гуджарат. Після близько двох років, 1965-го, був відкликаний назад до Москви і призначений у відділ політичних публікацій Агентства друку «Новини». Як розповідав Безменов, близько 75 % працівників Агентства насправді були дійсними офіцерами КДБ, решта — контрольовані КДБ автори, PR-фахівці, інформатори і т.д. Також в агентстві «Новини» насправді не було ніяких новин. Бувши журналістом, такої функції, як висвітлення новин, у нього не було. Основна його функція, крім написання, редагування та перекладу пропагандистських матеріалів, які мали розповсюджуватися в іноземних ЗМІ, полягала у супроводі іноземних делегацій, «промиванні їм мізків» та виконанні іншої роботи — щоб вони понесли у свої країни ту інформацію і думки, які були потрібні для здійснення СРСР ідеологічної диверсії.
Далі поперемінно працював або в Агентстві друку «Новини» в Москві, або у посольстві СРСР в Індії на посаді прес-офіцера, пізніше — прес-аташе.

## Втеча на Захід
1970 року з Індії Безменов утік у Канаду. За його словами, він не міг довіряти нікому — ні індійській поліції, ні співробітникам посольства США чи інших країн, оскільки радянського перебіжчика могли здати. Його втеча мала виглядати просто як зникнення. Він прибрав образу хіпі, доєднався до групи хіпі, яка мандрувала Індією і за якийсь час покинув країну. ЦРУ допомогло Безменову «перевтілитися» в іншу особу — Томаса Шумана.
В інтерв'ю причину своєї втечі Безменов пояснював так:
|  | Особисто я ніколи матеріально не потерпав від комунізму просто тому, що виріс у сім’ї високопоставленого військового офіцера. Більшість дверей була відкрита для мене, більшість витрат оплачувалися урядом.... Головною причиною моєї втечі був моральний протест проти нелюдських методів радянської системи. Я протестував, перш за все, проти утисків наших дисидентів та інтелектуалів..... По-друге, коли я почав працювати у радянському посольстві в Індії, то з жахом з'ясував, що ми в мільйон разів є більшими гнобителями, ніж будь-яка інша колоніальна чи імперіалістична потуга в історії людства. Що моя країна привносить в Індію не свободу, прогрес і дружбу між народами, а расизм, експлуатацію, рабство і також економічну неефективність. Оскільки я полюбив Індію, то виявив у собі дещо, що за стандартами КГБ є дуже небезпечним і називається «розколота лояльність», коли агентові країна призначення подобається більше, ніж власна. Я буквально закохався у цю прекрасну країну, країну значних контрастів, але також великої сумирності, великої терпимості і також філософських та інтелектуальних свобод. Мої предки ще жили в печерах і їли сире м’ясо в той час, як Індія була високорозвиненою нацією шість тисяч років тому. Тож, очевидно, вибір був не на користь моєї власної країни. Я вирішив тікати і повністю відділити себе від брутального режиму. |

## Процес ідеологічної диверсії
У своїх лекціях, інтерв'ю та брошурах Безменов описав методику роботи Радянського Союзу з країнами, які треба було ослабити і підкорити. Це процес ідеологічної диверсії. Безменов наголошує, що йдеться не про шпигунство. «Якщо узагальнити весь час, гроші та зусилля КДБ, спрямовані за межі СРСР, ми побачимо, що на шпигунство як таке витрачається тільки 10-15 %. Решта — на ідеологічну диверсію, яка в більшості здійснюється засобами, що не суперечать законам вільних країн, і є видимою — якщо дати собі часу, зусиль і проникливості, щоб її побачити»
Ідеологічна диверсія має чотири стадії (далі схема з брошури Юрія Безменова «Лист Америці з любов'ю», сторінка 22. Переклад недослівний, в дужках — мовою оригіналу).
| Сфери | Методи | Результати |
| Перша стадія: деморалізація. 15—20 років | | |
| Світогляд (Ideas) | | |
| Релігія (Religion) | Політизувати, комерціалізувати, зводити до розваги (Politicize, commercialize, entertainment)                                         | Безсенсовість життя (Death wish) |
| Освіта (Education) | Загальність (нівелювання елітарної освіти), зміст освіти не формує «систему координат» (Permissiveness, relativity)                   | Невігластво (Ignorance) |
| Медіа (Media) | Монополізувати, маніпулювати, дискредитувати, не спеціалізувати (Monopolize, manipulate, discredit, non-issues)                       | Нерозуміння, короткозорість / «створення в суспільстві опонента повністю викривленої картини реальності, в якій ніхто, попри доступність інформації, не зможе дійти логічних висновків стосовно самозахисту та оборони власної країни, сім'ї чи спільноти» (Uninformed myopia) |
| Культура (Culture) | Фальшиві герої і хибні моделі поведінки (False heroes and role models)                                                                | Безвольність, попсовість (Addictive fads, «mass») |
| Інституційна система (Structure) | | |
| Право і порядок (Law and order) | Юридичний позитивізм, неморальність закону (Legislative, not moral)                                                                   | Невіра, що система забезпечує справедливість (Mistrust «Justice») |
| Суспільні відносини (Social relations) | Права, але не обов'язки (Rights vs. obligations)                                                                                      | Менше особистісної відповідальності (Less individual respons) |
| Безпека (Security) | Спецслужби, поліція, військові (Intelligence, police, military)                                                                       | Беззахисність (Defenselessness) |
| Внутрішня політика (Internal politics) | Поділи, антагонізми (Party, antagonisms)                                                                                              | Роз'єднаність (Disunity) |
| Зовнішні відносини (Foreign) | Ненадійні партнери (Salt…friends) | Ізоляція (Isolation) |
| Життя людей (Life) | | |
| Сім'я, суспільство (Family, society) | Розвалювати (Break up) | Жодної лояльності (No Loyalty (state)) |
| Здоров'я (Health) | Спорт, охорона здоров'я (підривати), шкідлива їжа (Sports, Medicare, Junk food)                                                       | Слабке населення (Enfeebled masses) |
| Позиції в суспільстві різних груп (Race) | Опускати еліти, налаштовувати групи одна на одну (Lower the Uppers, Bible genetics vs. environment)                                   | Ненависть, розділеність (Hatred, division) |
| Населення (Population) | Збезземелювати, урбанізувати (De-land, Urbanize)                                                                                      | Відчуженість (Alienation) |
| Праця (Labor) | Профспілки проти суспільства (Unions vs. Society)                                                                                     | Переслідування (Victimization) |
| Друга стадія: дестабілізація 2—5 років | | |
| Боротьба за владу як самоціль (Power struggle) | Популізм, безвідповідальна боротьба за владу (Populism, Irresponsible power struggle)                                                 | Великий брат, бажання «сильної руки» (Big brother) |
| Економіка (Economy) | Руйнування торговельних та договірних відносин (Destruction of bargaining process)                                                    | Податливість великому брату (Yield to big brother) |
| Модус суспільства та порядку (Society fiber, Law) | Низова участь / Прямий вплив активних груп на державницькі процеси, нівелювання інституційної організації (Grass roots participation) | Влада натовпу (Mobocracy) |
| Зовнішні відносини (Foreign) | Ізоляція, Комуністичний інтернаціонал (Isolation, Multi-nations, and Central Comm.)                                                   | Винятковість, Вороже оточення (Prestige, Belligerent encirclement) |
| Третя стадія: криза 2—6 місяців | | |
| На цій стадії «радикали», свідомі та несвідомі агенти, інші маніпульовані групи мають максимально швидко насильницьки захопити владу і змінити структуру влади. Якщо попередні стадії були добре пророблені, більшість суспільства буде повністю дезорієнтована та неспроможна протистояти й, навіть, може вітати такі дії                                                       | | |
| Четверта стадія: нормалізація | | |
| Слово нормалізація тут застосовується іронічно. Коли радянські танки в'їхали в Чехословаччину 1968 році, Брежнєв сказав «Тепер ситуація в братній Чехословаччині нормалізована». Нормалізація може тривати як завгодно довго, країна вже перебуває під контролем. На цій стадії нейтралізуються (в тому числі шляхом фізичного знищення) ті, чиїми руками здійснювалася диверсія | | |

Безменов наголошує, що ці результати не обов'язково мають досягатися зусиллями диверсанта. КДБ у підривній роботі використовує той самий принцип, який є у японських бойових мистецтвах, зокрема дзюдо — використовувати енергію противника, щоб побороти його (наприклад, не відбивати удар, а ухилитися, схопити руку противника і продовжити його рух за напрямком удару, щоб далі кинути на землю чи вдарити об щось). «Країна, яка є ціллю, очевидно, робить щось погано. Якщо це вільне демократичне суспільство, то існує багато різних громадських рухів у цьому суспільстві. І в кожному суспільстві є люди, які діють проти суспільства. Наприклад, злочинці, ті, хто антагоністично налаштовані до політики держави, психотичні особистості, які взагалі проти всього, і, нарешті, є невелика група агентів іноземної держави, куплених, підманутих, завербованих.
Коли всі ці групи будуть спрямовані в одному напрямку, це правильний момент, щоб підхопити і продовжувати їх рух, поки вони не доведуть все суспільство до кризи». На прикладі релігії: потрібно ослаблювати її, сприяючи «всіляким сектам і культам, які привертають увагу людей. Навіть якщо такі секти є наївними, це не має значення. Поки загальноприйнята релігійна норма повільно підточується і люди збиваються з головної цілі релігії — мати зв'язок із Богом, це спрацьовує для мети ідеологічної диверсії. Далі змішуйте справжні поважані релігійні організації із фейковими організаціями. Відбийте увагу людей від справжньої віри і розосередьте їх на різні підміни».

## Цікаві факти
- Безменов згадував Генрі Кіссинджера в інтерв'ю та в книгах, коли говорив про інтелектуалів у країнах Заходу, які сприяли ідеологічній диверсії Радянського Союзу через замовчування правди, поширення пропаганди, виправдовування комуністичного режиму і т. д. Цікаво, що Генрі Кіссинджер послідовно виступав проти вступу України в НАТО[5]; після початку відкритої війни Росії з Україною критикував санкції щодо Росії, виправдовував анексію Криму[6].
- Про смерть Юрія Безменова публічно відомо дуже мало, за одними даними, він помер 1993 року, за іншими — 1997-го[7]
- Чотири книги Юрія Безменова/Томаса Шумана були перекладені російською мовою («Любовное послание Америке», «Черный это красиво, а коммунизм — нет», «Нет „Новостей“ — хорошие новости» и «Всемирная полиция мыслей»).

## Публікації Безменова

### Книги
- Томас Шуман. Лист Америці з любов'ю (Love Letter to America) 1984, ISBN 978-0-935090-13-0
- Відсутність «НОВИН» є доброю новиною (No «NOVOSTI» Is Good News) 1985, ISBN 978-0-935090-17-8
- Чорний — красивий, комунізм — ні (Black Is Beautiful, Communism Is Not) 1985, ISBN 978-0-935090-18-5
- Світова поліція думки (World Thought Police) 1986, ISBN 978-0-935090-14-7

### Лекції, інтерв'ю
- Інтерв'ю з Юрієм Безменовим [Архівовано 28 березня 2016 у Wayback Machine.] американського телевізійного ведучого, режисера та політолога Джорджа Ґріффіна[en], 1984 рік (з українськими субтитрами)
- Запис лекції про ідеологічну диверсію [Архівовано 10 березня 2021 у Wayback Machine.], 1983 рік, Лос-Анджелес, Вступ перед лекцією: частина перша [Архівовано 9 січня 2015 у Wayback Machine.], частина друга [Архівовано 27 березня 2016 у Wayback Machine.]